# Cartierul General Suprem al Forțelor Expediționare Aliate
Cartierul General Suprem al Forțelor Expediționare Aliate (Supreme Headquarters Allied Expeditionary Force – SHAEF), a fost structura supremă de comandă a comandantului forțelor aliate din nord-vestul Europei, de la sfârșitul anului 1943 până la sfârșitul celui de-al Doilea Război Mondial. Generalul american Dwight D. Eisenhower a fost la comanda SHAEF pe toată perioada de existență a Cartierului General. 

## Istoricul SHAEF în timpul celui de-al Doilea Război Mondial
Eisenhower a fost transferat de la comanda Teatrul de Operațiuni din Mediterana la comanda SHAEF. Sediul SHAEF a fost stabilit în decembrie 1943 în unitatea militară SUA  Camp Griffiss din Teddington. În oraș există și astăzi o stradă numită „Shaef Way”. Membrii SHAEF au dezvoltat planurile inițiale ale Operațiunii Overlord create de generalul  Frederick E. Morgan, (Șeful Statului Major al Comandantului Suprem al Forțelor Aliate – COSSAC) și de generalul Ray Barker. Morgan, who had been appointed chief of staff to the Supreme Allied Commander (designate) in mid-March 1943 began planning for the invasion of Europe before Eisenhower's appointment. și le-au dat forma finală, care avea să fie executată pe 6 iunie 1944. Întregul procesul a fost puternic influențat de Eisenhower și de comandantul forțelor terestre ale invaziei, Bernard Law Montgomery.
Sediul SHAEF a rămas în Anglia până când în Franța au fost debarcate suficiente trupe a căror prezență să justifice mutarea sa pe continent. După acest moment, Montgomery a încetat să fie comandatul tuturor forțelor terestre aliate și a continuat luptele în calitate de comandant al Grupului de Armată XXI  (21 AG) de pe flancul stâng al capului de pod din Normandia. Pe flancul drept al forțelor aliate a fost creat Grupul de Armată XII american (12 AG) de sub comanda generalului Omar Bradley. 
După debarcarea cu succes din Normandia și înaintarea în interiorul teritoriului francez, a fost declanșată debarcarea din sudul Franței pe 15 noimebire 1944 a Grupului de Armată VI american (6 AG) sub comanda generalului Jacob L. Devers. În timpul luptelor din sudul Franței, 6 AG a fost sub comanda Cartierului General Aliat (AFHQ) din Teatrul de Operațiuni din Mediterana dar, după o lună, grupul a trecut sub comanda SHAEF. Până în acest moment, cele trei grupuri de armate se aflau pe poziții pe frontul de vest pe care aveau să le păstreze până la sfârșitul războiului —21 AG britanic în nord, 12 AG americ în centru, iar 6 AG în sud. În decembrie 1944, SHAEF și-a stabilit sediul în Palatul Versailles din Franța. La 26 aprilie 1945 SHAEF s-a mutat la Frankfurt.

## Ordinea de luptă
SHAEF a comandat cele mai numeroase formații destinate unei operațiuni pe frontul de vest – americane, franceze, britanice și canadieni. Forțele erau formate din trei Grupuri de Armată, care controlau un total de opt armate. 
- Armata Aiată Aeropurtată I
- Grupul de Armată al 21-lea Britanic
  - Armata I Canadiană
  - Armata a 2-a Britanică
- Grupul de Armată al 21-lea American
  - Armata I Americană
  - Armata a 3-a Americană
  - Armata a 9-a Americană
  - Armata a 15-a Americană
- Grupul de Armată al 6-a American
  - Armata I Franceză
  - Armata a 7-a Americană

SHAEF a controlat importante forțe navale în timpul Operațiunii Neptun, faza debarcării a  „Overlord” și două forțe aeriene tactice – Armata Aeriană a 9-a Americană și Forța Aeriană Tactică RAF a 2-a. Bombardierele strategice aliate din Regatul Unit a intrat de asemenea sub comanda sa în timpul Operațiunii Neptun. 

## Comandanții

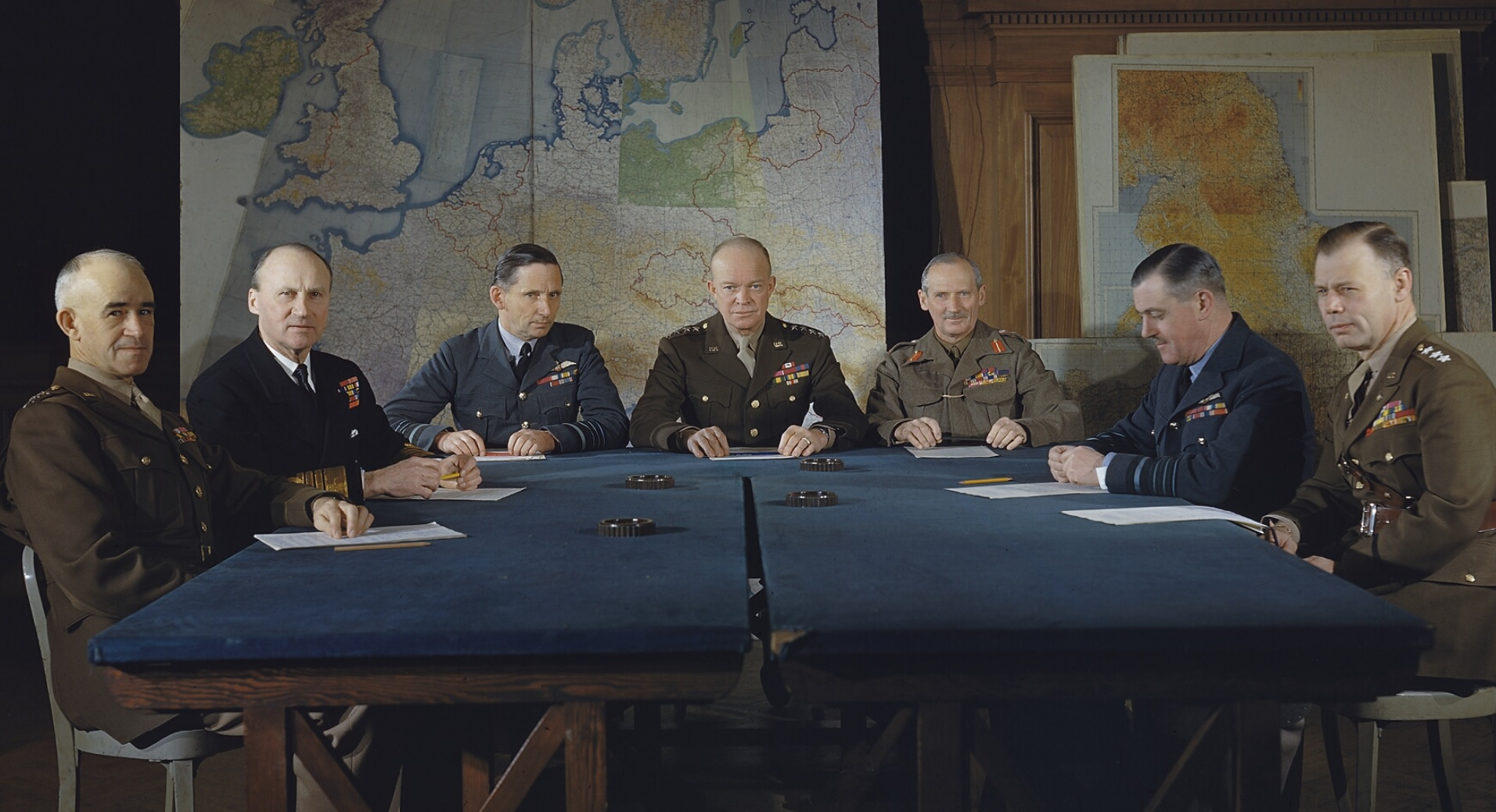
Comandanții SHAEF la o conferință în Londra de la stâga la dreapta: generalul-locotenent Omar N. Bradley, amiralul Sir Bertram Ramsay, mareșalul aerului Sir Arthur Tedder, generalul Dwight D. Eisenhower, generalul Sir Bernard Montgomery, mareșalul aerului Sir Trafford Leigh-Mallory și generalul-locotenent Walter Bedell Smith

- Comandantul suprem aliat: generalul Dwight David Eisenhower
- Adjunctul Comandantului suprem aliat: mareșalul aerului  Sir Arthur Tedder
- Comandanții forțelor terestre:
  - feldmareșalul Sir Bernard Law Montgomery (Grupul de Armată al 21-lea)
  - generalul-locotenent Omar N. Bradley (Grupul de Armată al 12-lea)
  - generalul-locotenent Jacob L. Devers (Grupul de Armată al 6-lea)
- Comandantul forțelor aeriene: mareșalul aerului  Sir Trafford Leigh-Mallory
- Comandantul forțelor navale: amiralul Sir Bertram Ramsay.[6]

## După terminarea războiului
După capitularea Germaniei, SHAEF a fost dizolvat pe 14 iulie 1945 și a fost înlocuită de US Forces European Theater (USFET). USFET a fost reorganizat ca EUCOM (US Forces, European Command) pe 15 martie 1947.

## Resurse internet
- Dwight D. Eisenhower Presidential Library
- United States Army in World War II European Theater of Operations The Supreme Command de Forrest C. Pogue. Office of the Chief of Military History, Department of the Army, Washington, D. C., 1954. Library of Congress Catalog Number: 53-61717
- Ordinul de zi semnat de Dwight D. Eisenhower Arhivat în 15 august 2011, la Wayback Machine.